# Tir aux Jeux olympiques de 1920
Navigation
Stockholm 1912 Paris 1924
Vingt-et-une épreuves de tir sportif sont disputées à l'occasion des Jeux olympiques d'été de 1920. Les tireurs américains remportent la majorité des titres olympiques et terminent à la première place du tableau des médailles. Les compétitions ont lieu entre le 22 juillet et le 3 août 1920. L'ensemble des compétitions est réservé aux hommes.

## Tableau des médailles par pays
| Rang | Pays                   | Médaille d'or, Jeux olympiques | Médaille d'argent, Jeux olympiques | Médaille de bronze, Jeux olympiques | Total |
| ---- | ---------------------- | ------------------------------ | ---------------------------------- | ----------------------------------- | ----- |
| 1    | États-Unis             | 13                             | 4                                  | 6                                   | 23    |
| 2    | Norvège                | 5                              | 2                                  | 4                                   | 11    |
| 3    | Suède                  | 1                              | 6                                  | 3                                   | 10    |
| 4    | Danemark               | 1                              | 2                                  | 0                                   | 3     |
| 5    | Brésil                 | 1                              | 1                                  | 1                                   | 3     |
| 6    | France                 | 0                              | 2                                  | 0                                   | 2     |
| 7    | Finlande               | 0                              | 1                                  | 2                                   | 3     |
| 8    | Union d'Afrique du Sud | 0                              | 1                                  | 0                                   | 1     |
| -    | Belgique               | 0                              | 1                                  | 0                                   | 1     |
| -    | Royaume de Grèce       | 0                              | 1                                  | 0                                   | 1     |
| 11   | Suisse                 | 0                              | 0                                  | 5                                   | 5     |

## Résultats
| Épreuves                                            | Or                                                                                               | Argent | Bronze                                                                                          |
| --------------------------------------------------- | ------------------------------------------------------------------------------------------------ | --- | ----------------------------------------------------------------------------------------------- |
| Pistolet d'ordonnance à 30 m                        | Guilherme Paraense                                                                               | Raymond Bracken                                                                                              | Fritz Zulauf                                                                                    |
| Pistolet d'ordonnance à 30 m par équipes            | États-Unis Karl Frederick Louis Harant Michael Kelly Alfred Lane James H. Snook                  | Grèce Georgios Moraitinis Iason Sappas Alexandros Theofilakis Ioannis Theofilakis Alexandros Vrasivanopoulos | Suisse Gustave Amoudruz Hans Egli Domenico Giambonini Joseph Jehle Fritz Zulauf                 |
| Pistolet libre à 50 m                               | Karl Frederick                                                                                   | Afrânio da Costa                                                                                             | Alfred Lane                                                                                     |
| Pistolet libre à 50 m par équipes                   | États-Unis Raymond Bracken Karl Frederick Michael Kelly Alfred Lane James H. Snook               | Suède Anders Andersson Gunnar Gabrielsson Sigvard Hultcrantz Anders Johnson Casimir Reuterskiöld             | Brésil Dario Barbosa Afrânio da Costa Guilherme Paraense Fernando Soledade Sebastião Wolf       |
| Petite carabine à 50 m                              | Lawrence Nuesslein                                                                               | Arthur Rothrock                                                                                              | Dennis Fenton                                                                                   |
| Petite carabine à 50 m par équipes                  | États-Unis Dennis Fenton Willis A. Lee Lawrence Nuesslein Arthur Rothrock Oliver Schriver        | Suède Oscar Eriksson Sigvard Hultcrantz Leon Lagerlöf Erik Ohlsson Ragnar Stare                              | Norvège Albert Helgerud Sigvart Johansen Anton Olsen Østen Østensen Olaf Sletten                |
| Carabine libre 3 positions à 300 m                  | Morris Fisher                                                                                    | Niels Larsen                                                                                                 | Østen Østensen                                                                                  |
| Carabine libre par équipes                          | États-Unis Dennis Fenton Morris Fisher Willis A. Lee Carl Osburn Lloyd Spooner                   | Norvège Albert Helgerud Otto Olsen Østen Østensen Gudbrand Skatteboe Olaf Sletten                            | Suisse Gustave Amoudruz Ulrich Fahrner Fritz Kuchen Werner Schneeberger Bernhard Siegenthaler   |
| Carabine d'ordonnance couché à 300 m                | Otto Olsen                                                                                       | Léon Johnson                                                                                                 | Fritz Kuchen                                                                                    |
| Carabine libre couché à 300 m par équipes           | États-Unis Morris Fisher Joseph Jackson Willis A. Lee Carl Osburn Lloyd Spooner                  | France Léon Johnson André Parmentier Achille Paroche Georges Roes Émile Rumeau                               | Finlande Voitto Kolho Kalle Lappalainen Veli Nieminen Vilho Vauhkonen Karl Magnus Wegelius      |
| Carabine d'ordonnance debout à 300 m                | Carl Osburn                                                                                      | Lars Jørgen Madsen                                                                                           | Lawrence Nuesslein                                                                              |
| Carabine d'ordonnance à 300 m debout par équipes    | Danemark Niels Larsen Lars Jørgen Madsen Anders Peter Nielsen Anders Petersen Erik Sætter-Lassen | États-Unis Thomas Brown Willis A. Lee Lawrence Nuesslein Carl Osburn Lloyd Spooner                           | Suède Olle Ericsson Mauritz Eriksson Walfrid Hellman Hugo Johansson Leon Lagerlöf               |
| Carabine d'ordonnance couché à 600 m                | Hugo Johansson                                                                                   | Mauritz Eriksson                                                                                             | Lloyd Spooner                                                                                   |
| Carabine d'ordonnance couché à 600 m par équipes    | États-Unis Dennis Fenton Joseph Jackson Willis A. Lee Oliver Schriver Lloyd Spooner              | Union d'Afrique du Sud Robert Bodley Ferdinand Buchanan George Harvey Frederick Morgan David Smith           | Suède Erik Blomqvist Mauritz Eriksson Hugo Johansson Gustaf Adolf Jonsson Erik Ohlsson          |
| Carabine d'ordonnance couché 300+600 m par équipes  | États-Unis Joseph Jackson Willis A. Lee Carl Osburn Oliver Schriver Lloyd Spooner                | Norvège Albert Helgerud Otto Olsen Jacob Onsrud Østen Østensen Olaf Sletten                                  | Suisse Fritz Kuchen Walter Lienhard Arnold Rösli Albert Tröndle Caspar Widmer                   |
| Tir au cerf courant coup simple à 100 m             | Otto Olsen                                                                                       | Alfred Swahn                                                                                                 | Harald Natvig                                                                                   |
| Tir au cerf courant coup simple à 100 m par équipes | Norvège Einar Liberg Ole Lilloe-Olsen Harald Natvig Hans Nordvik Otto Olsen                      | Finlande Yrjö Kolho Kalle Lappalainen Toivo Tikkanen Nestori Toivonen Karl Magnus Wegelius                   | États-Unis Thomas Brown Willis A. Lee Lawrence Nuesslein Carl Osburn Lloyd Spooner              |
| Tir au cerf courant coup double à 100 m             | Ole Lilloe-Olsen                                                                                 | Fredric Landelius                                                                                            | Einar Liberg                                                                                    |
| Tir au cerf courant coup double à 100 m par équipes | Norvège Thorstein Johansen Einar Liberg Ole Lilloe-Olsen Harald Natvig Hans Nordvik              | Suède Edward Benedicks Bengt Lagercrantz Fredric Landelius Alfred Swahn Oscar Swahn                          | Finlande Yrjö Kolho Toivo Tikkanen Nestori Toivonen Vilho Vauhkonen Karl Magnus Wegelius        |
| Fosse olympique                                     | Mark Arie                                                                                        | Frank Troeh                                                                                                  | Frank Wright                                                                                    |
| Tir aux pigeons par équipes                         | États-Unis Mark Arie Horace Bonser Jay Clark Forest McNeir Frank Troeh Frank Wright              | Belgique Albert Bosquet Joseph Cogels Émile Dupont Edouard Fesinger Henri Quersin Louis Van Tilt             | Suède Per Kinde Fredric Landelius Erik Lundqvist Karl Richter Erik Sökjer-Petersén Alfred Swahn |